# پایگاه داده فیلم
```
پایگاه داده فیلم
 (
انگلیسی
: 
The Movie Database
) یک 
پایگاه داده
 مشترک برای فیلم‌ها است. این پروژه به دست تراویس بل در سال ۲۰۰۸ برای گردآوری پوسترهای فیلم تأسیس شد. پایگاه داده اولیه اهداء شده از پروژه 
رایگان
 پایگاه داده رسانه باز (omdb) بود.
[
۱
]
 
TMDb
 یک پروژه رقابتی با 
IMDb
 تجاری است. و می‌تواند توسط نرم‌افزار مرکز رسانه 
Kodi
 استفاده شود.
[
۲
]
```

TMDb در سال ۲۰۱۰ به Fan TV فروخته شد، اما سایت هنوز به دست بنیانگذار آن اداره می‌شود. در میانه سال ۲۰۲۰ ۵۶۸٬۷۲۹ فیلم و ۱٬۷۵۲٬۵۷۷ نفر در پایگاه داده وجود داشت.
تعداد داده‌های این سایت در مهر ۱۴۰۲ (اکتبر ۲۰۲۳) شامل ۸۵۱٬۹۶۹ فیلم، ۱۵۷٬۰۹۱ برنامه تلویزیونی، ۲۵۸٬۷۱۶ فصل سریال، ۴٬۱۱۰٬۲۷۲ قسمت سریال، ۳٬۰۶۱٬۹۹۴ فرد، ۵٬۰۱۶٬۶۳۸ عکس است.